# Episyrphus petilis
Episyrphus petilis är en tvåvingeart som beskrevs av John Richard Vockeroth 1973. Episyrphus petilis ingår i släktet flyttblomflugor, och familjen blomflugor. Inga underarter finns listade i Catalogue of Life.